# Municipio de Valley (condado de Guernsey)
El municipio de Valley (en inglés: Valley Township) es un municipio ubicado en el condado de Guernsey en el estado estadounidense de Ohio. En el año 2010 tenía una población de 2263 habitantes y una densidad poblacional de 38,64 personas por km².

## Geografía
El municipio de Valley se encuentra ubicado en las coordenadas 39°55′17″N 81°34′4″O / 39.92139, -81.56778. Según la Oficina del Censo de los Estados Unidos, el municipio tiene una superficie total de 58.57 km², de la cual 58,46 km² corresponden a tierra firme y (0,18 %) 0,1 km² es agua.

## Demografía
Según el censo de 2010, había 2263 personas residiendo en el municipio de Valley. La densidad de población era de 38,64 hab./km². De los 2263 habitantes, el municipio de Valley estaba compuesto por el 97,92 % blancos, el 0,53 % eran afroamericanos, el 0,13 % eran amerindios, el 0,09 % eran asiáticos y el 1,33 % eran de una mezcla de razas. Del total de la población el 0,57 % eran hispanos o latinos de cualquier raza.